# Малыщицкий, Владимир Афанасьевич
Влади́мир Афана́сьевич Малыщи́цкий (23 сентября 1940 года, Ленинград, СССР — 22 марта 2008 года, Санкт-Петербург, Россия) — советский и российский театральный режиссёр и педагог. Создатель Молодёжного театра на Фонтанке и Камерного театра Малыщицкого в Санкт-Петербурге. Впервые в России осуществил постановку повести Сергея Довлатова «Заповедник» в 1993 году.

## Биография
Владимир Афанасьевич Малыщицкий родился 23 сентября 1940 года в Ленинграде. Окончил Ленинградский институт культуры в 1963 году.
За свою жизнь основал 5 театров. 1963—1968 гг. театр в пгт Никель Мурманской области. Уже через год театр выехал на гастроли в Норвегию. На гастролях театра в Москве работу Малыщицкого заметил Юрий Любимов и пригласил его слушателем на Высшие режиссёрские курсы.
С 1968 года Малыщицкий начал работать в Ленинграде. Он преподавал в Ленинградском институте культуры, поступил в аспирантуру Ленинградского института театра, музыки и кинематографии (учился у Георгия Товстоногова) и в 1968 году организовал студенческий театр Ленинградского института инженеров железнодорожного транспорта «Студио». В то время этот театр называли «малой Таганкой». В 1980 году этот театр стал Молодёжным театром, который существует и по сей день.
В 1987 году Владимир Малыщицкий основал театр «Студия-87» в Запасном дворце города Пушкина, просуществовавший всего два года.
В 1989 году он создал театр «Юпитер», который позже стал называться театром Владимира Малыщицкого, ныне — Камерный театр Малыщицкого.
Дружил с Александром Володиным и Фазилем Искандером, чьи произведения ставил в Ленинграде, с драматургом Борисом Голлером, чьи пьесы были впервые поставлены Владимиром Афанасьевичем, а также с композитором Юрием Симакиным, чья музыка часто использовалась в спектаклях Малыщицкого.
Наиболее значимые постановки: «И дольше века длится день» по роману Чингиза Айтматова в 1982 г., «Сто братьев Бестужевых» Бориса Голлера в 1975 г., «Отпуск по ранению» по повести Вячеслава Кондратьева в 1980 г., «Заповедник» по повести Сергея Довлатова в 1993 г. и др.

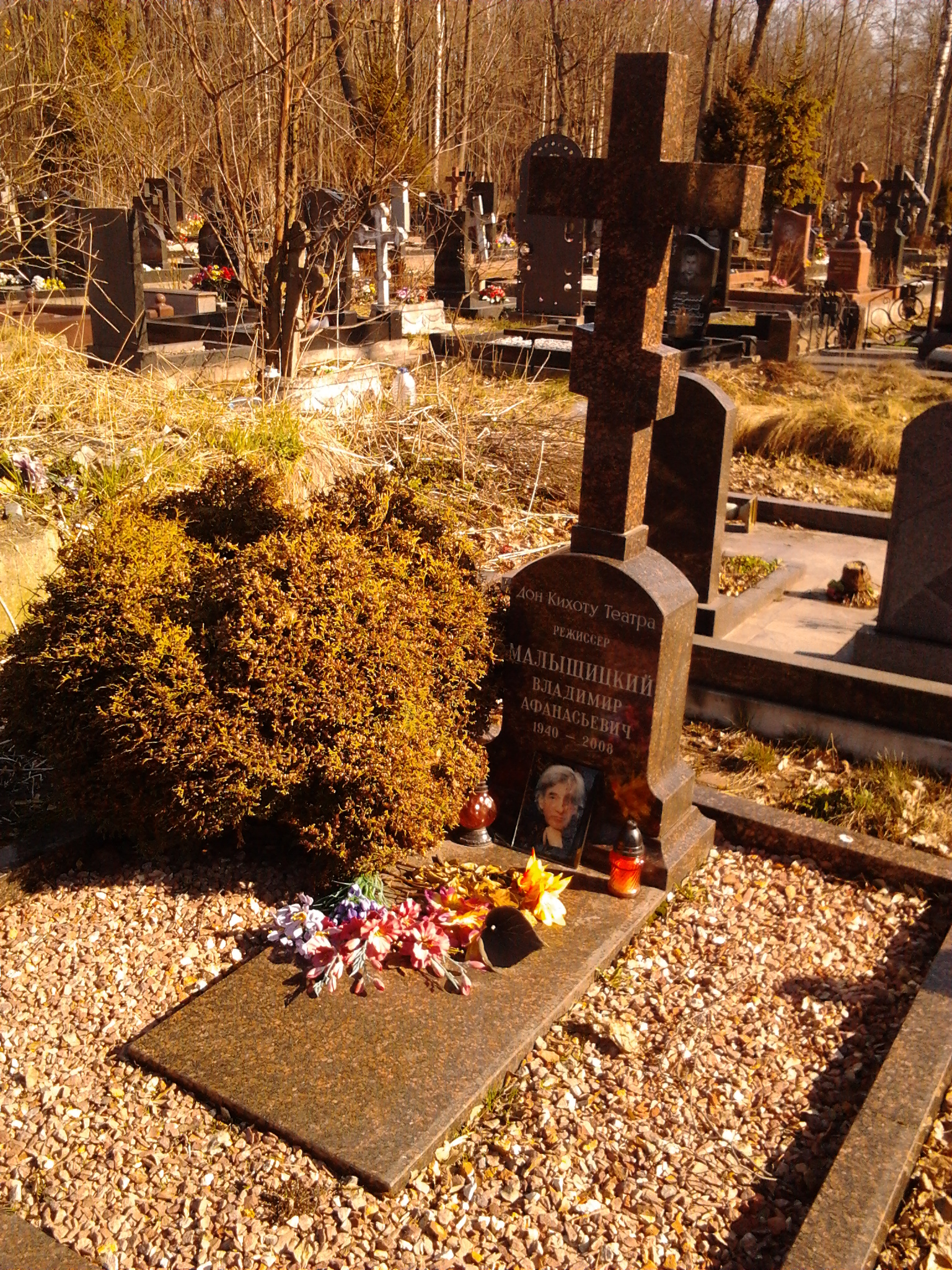
Могила В. А. Малыщицкого на Смоленском православном кладбище Санкт-Петербурга.

Несмотря на тяжёлую болезнь (рак), Владимир Афанасьевич продолжал работу в театре до последнего дня жизни. 22 марта 2008 года Малыщицкий ушёл из жизни, не успев закончить свою последнюю постановку спектакля «Горячее сердце» по пьесе А. Островского. Похоронен в Санкт-Петербурге на Смоленском кладбище.

## Полный перечень постановок
Театр города Никеля Мурманской области. 1963—1968 гг. (Наименовался: "Театральная студия ДК «ВОСХОД» 1963—1965 гг. "Народный драматический театр «БРИГАНТИНА» 1965—1968 гг.) 
1. «Ангелы Лермонтова» Сценарий по документам написан самим режиссёром 1963 год
2. Е. Шварц «Снежная королева» 1964 год
3. Тамара Ян «Гордячка» премьера 12 февраля 1965 года.
4. Е. Шварц «Голый король» премьера 10 мая 1965 года
5. А. Арбузов «Мой бедный Марат» 1965 год (На афише этого спектакля впервые появилась надпись "Народный драматический театр «БРИГАНТИНА»)
6. В. Коростылёв «Бригантина». Премьера 24 декабря 1965 г.(закрыт в 1966 году)
7. Назым Хикмет «Дамоклов меч» премьера 30 апреля 1966 года
8. А. Хмелик «Пузырьки» 1966 год
9. Спектакль по письмам Бахраха и Цветаевой к Бахраху 1966 год
10. Вс. Вишневский «Первая Конная» 1966 год
11. А. Вознесенский «Парабола» 1967 год
12. «Поверка» — спектакль по стихам поэтов, погибших на фронте 1967 год
13. Б. Брехт «Господин Пунтила и его слуга Матти» 1968 год
14. Б. Брехт «Тупоголовые и остроголовые» 1968 год

Театр ЛИИЖТа «Студио». 1969—1979 гг.
1. «Поверка» — вторая постановка 1969 год
2. Спектакль «Обелиски» по стихам Н.Панченко 1969 год
3. Спектакль «Нежность» по стихам Б.Штейна 1969 год
4. А. Шатров «Октябрьский марш» 1970 год
5. А. Володин «С любимыми не расставайтесь» 1970 год
6. А. Вознесенский «Берегите ваши лица» 1971 год
7. В. Быков «Сотников» 1971 год
8. А. Твардовский «По праву памяти» 1971 год
9. А. Володин «Диалоги» 1972 год. Впоследствии спектакль ставился ещё четыре раза.
10. С. Алёшин «Мефистофель» 1974 год. Спектакль поставлен совместно с Чернозёмовым.
11. А. Житинский «Странные новеллы» 1974 год
12. Б. Васильев «Не стреляйте в белых лебедей» 1974 год
13. Зиновий Паперный, Михаил Светлов «Человек, похожий на самого себя» 1974 год
14. Б. Голлер «100 братьев Бестужевых» 1975 год
15. «Цена тишины». Спектакль по стихам о Великой Отечественной войне. 1975 год
16. А. Володин Трилогия «Ящерица», «Выхухоль», «Две стрелы». Выпуск 1976 г. Запрещён обкомом КПСС.
17. «Каприччиос» Спектакль сделан по рисункам Гойи, без текста 1976 год
18. Вторая редакция спектакля «Сотников» 1977 год
19. Вторая редакция спектакля «Диалоги» 1977 год
20. «Память». Спектакль по стихам поэтов военных лет. 1978 год
21. «Пока Земля ещё вертится». Спектакль по стихам и песням Б. Окуджавы. 1978 год. Запрещён обкомом КПСС.

Молодёжный театр в Измайловском саду 1980—1984 гг.

Перенесёны спектакли театра «Студио»: «Сотников», «100 братьев Бестужевых», «Диалоги», «Цена тишины»
1. В. Кондратьев «Отпуск по ранению». 1980 год. В том же году признан лучшим спектаклем года в Ленинграде.
2. Петер Вайс «История о том, как господин Мокинпотт от своих злосчастий избавился» 1980 год
3. «Если иначе нельзя». Спектакль по роману Ю. Давыдова «На скаковом поле около бойни», инсценировка Ю. Давыдова и Я. Гордина. 1980 год
4. А. Володин «Четыре песни в непогоду» 1981 год
5. А. Поламишев «Ах, Невский, всемогущий Невский». Спектакль по «Петербургским повестям» Н. В. Гоголя. 1981 год
6. Л. Петрушевская «Девочки, к вам пришёл ваш мальчик» 1981 год
7. Ч. Айтматов «И дольше века длится день» 1982 г. Сценография Александра Орлова. В том же году признан лучшим спектаклем года в Ленинграде.
8. И. Меттер «Беда» 1982 год
9. Б. Окуджава «Дорога Надежды» 1983 год
10. «Джамхух — сын оленя» по повести Ф. Искандера «Сандро из Чегема» 1983 год. Сценография Александра Орлова.

Театр «Студия-87» в г. Пушкине. 1987—1989 гг.
1. Ю. Карякин «Лицей, который не кончается» 1987 год
2. «Играйте с нами». Спектакль по стихам детских поэтов. 1987 г. Сценарий спектакля написан режиссёром.
3. «Знакомьтесь — это мы». Сценарий спектакля написан режиссёром. 1987 г.
4. А. Володин «Диалоги» 1987 год
5. «На изломе бытия». Спектакль по произведениям А. Ахматовой, Б. Пастернака 1987 год
6. А. С. Пушкин «Сказка о попе и о работнике его Балде» 1988 год
7. В. Высоцкий «Как засмотрится мне нынче, как задышится» 1988 год
8. Н. Коржавин «О любви» 1988 год
9. Спектакль об Анне Ахматовой 1989 год
10. «Городские истории». Спектакль по произведению Салтыкова-Щедрина «История города Глупова». Сценарий написан режиссёром. 1989 год
11. Б. Голлер «100 братьев Бестужевых» 1988 год

Театр «Юпитер», позднее — театр Владимира Малыщицкого, Камерный театр Малыщицкого 1989—2008 гг.
1. Спектакль об Анне Ахматовой. Сценарий написан режиссёром. 1989 год
2. Н. Коржавин «О любви» 1989 год
3. «Театр скоморохов» 1989 год
4. А. Казанцев. «Сны Евгении» 1990 год
5. А. Володин «Одноместный трамвай» 1990 год
6. Н. Громова «Я сам, я один» 1992 год
7. А. Володин «Стыдно быть несчастливым» 1993 год
8. С. Довлатов «Заповедник» 1993 год
9. В. Ерофеев «Евангелие от Ерофеева» 1995 год
10. А. Чехов «Дядя Ваня» 1995 год
11. А. Володин «Загадочный клоун» 1995 год
12. Томас Роджерс «Блаженный, или Дорога на Голгофу» 1995 год
13. А. Соколова «Белая ворона» 1996 год
14. Петер Вайс «История о том, как господин Мокинпотт от своих злосчастий избавился» 1996 год
15. «Играйте с нами» Спектакль по стихам О. Григорьева и Д. Хармса 1994 год
16. «Чудетство» Спектакль по стихам М. Яснова 1997 год
17. И. Бродский «Шествие» 1996 г.
18. Ф. Искандер «Думающие о России и американец» («Почему в России воруют») 1997 год
19. М. Булгаков «Мольер» 1997 год
20. А. Володин «Где-то копилось возмездие» 1997 год
21. Б. Голлер «Привал комедианта, или Венок Грибоедову» 1998 год
22. А. Чехов «Иванов» 1998 год
23. А. Пушкин «Капитанская дочка» 1999 год
24. Е. Замятин «Блоха» 1999 год
25. А. Пушкин «Пиковая дама» 1999 год
26. А. Володин «Две стрелы» 2000 год
27. Б. Голлер «Страна белых оленей, или Плач по Лермонтову» 2001 год
28. Н. В. Гоголь «Женитьба» 2001 год
29. А. Володин «Петруччо» («Но где-то копилось возмездье…») 2002 год
30. Б. Голлер «А. С. Пушкин. Автопортрет с Онегиным и Татьяной» 2002 год
31. А. П. Чехов «Вишнёвый сад» 2003 год
32. А. Островский "На всякого мудреца довольно простоты " 2004 год
33. А. Володин «Записки нетрезвого человека» 2005 год
34. Н. В. Гоголь «Ревизор» 2006 год
35. Н. В. Гоголь «Мёртвые души» 2007 год

Дипломные спектакли в Ленинградском институте культуры
1. М. Шолохов «Поднятая целина» 1968 год
2. А. Линдгрен «Карлсон, который живёт на крыше» 1969 год
3. А. Штейн «У времени в плену» 1970 год
4. М. Анчаров «Сода-солнце» 1971 год
5. Е. Шварц «Голый король» 1972 год
6. А. Чехов «На большой дороге» 1973 год

Спектакли в Учебном театре Ленинградского Государственного института театра, музыки и кинематографии им. Н. К. Черкасова
1. Ф. Дюрренматт «Визит старой дамы» 1974 год
2. Г. Горин «Тиль Уленшпигель» 1975 год
3. А. Чехов «Пёстрые рассказы» 1975 год
4. А. Володин «Пять вечеров» 1976 год
5. Э. Радзинский «Снимается кино» 1976 год
6. И. Гончаров «Обыкновенная история» 1978 год
7. Б. Васильев «В списках не значился» 1979 год
8. С. Найдёнов «Дети Ванюшина» 1985 год

Постановки, осуществлённые в Ленконцерте
1. Б. Шергин «Сказка о Шише» 1984 год
2. «Память». Спектакль по «Блокадной книге» А. Адамовича и Д. Гранина 1984 год
3. Б. Окуджава «Дорога Надежды» 1985 год
4. «Наше поколение». Спектакль по стихам поэтов поэтов военных лет 1985 год

Постановки, осуществлённые в Драматическом Театре имени В. Ф. Комиссаржевской
1. Совместная постановка Р. С. Агамирзяна, В. А. Малыщицкого. А. Толстой «Смерть Иоанна Грозного» 1975 год
2. А. Володин «Пять вечеров» 1976 год
3. С. Найдёнов «Дети Ванюшина» 1986 год

В Большом Драматическом Театре имени М.Горького
1. Э. Радзинский «Театр времён Нерона и Сенеки» 1977 год